# Raionul Domaniovca, județul Golta
Raionul Domaniovca a fost unul din cele cinci raioane ale județului Golta din Guvernământul Transnistriei între 1941 și 1944.